# Dean Lewington
Pour les articles homonymes, voir Lewington.
 (décembre 2023).
Si vous disposez d'ouvrages ou d'articles de référence ou si vous connaissez des sites web de qualité traitant du thème abordé ici, merci de compléter l'article en donnant les références utiles à sa vérifiabilité et en les liant à la section « Notes et références ».
Dean Scott Lewington, né le 18 mai 1984 à Kingston upon Thames, en Angleterre, est un footballeur anglais évoluant au poste de défenseur. Depuis 2008, il est capitaine du club de Milton Keynes Dons, club dans lequel il évolue depuis 2004.
Durant toute sa carrière, il a dépassé les 900 matchs professionnels sous les couleurs de Milton Keynes Dons.

## Biographie
Le 26 décembre 2023, il bat le record du plus grand nombre d'apparitions pour un seul club lors de matchs de ligue anglaise, avec ses 771 apparitions pour Milton Keynes Dons dépassant alors John Trollope.

## Palmarès
- Champion d'Angleterre de League Two (D4) en 2008 avec Milton Keynes
- Vainqueur du Football League Trophy en 2008 avec Milton Keynes

## Distinctions personnelles
- Membre de l'équipe type de D3 anglaise en 2009
- Membre de l'équipe type de D4 anglaise en 2008